# Coniopteryx (Coniopteryx) lobata
Coniopteryx (Coniopteryx) lobata is een insect uit de familie van de dwerggaasvliegen (Coniopterygidae), die tot de orde netvleugeligen (Neuroptera) behoort. 
Coniopteryx (Coniopteryx) lobata is voor het eerst wetenschappelijk beschreven door Meinander in 1972.